# Salvia divinorum
La Salvia divinorum és una espècie de planta amb flors del gènere Salvia dins la família de les lamiàcies. Tot i que la planta ha estat utilitzada tradicionalment pels mazateques en els seus rituals, té propietats al·lucinògenes i és una droga psicoactiva il·legal en moltes jurisdiccions.

## Distribució i hàbitat
Aquesta planta és nativa de Mèxic, endèmica de la Sierra Mazateca, situada a l'estat d'Oaxaca. Creix en llocs molt humits i amb poca llum, entre els 300 i els 1800 metres d'altura.

## Descripció
És una planta herbàcia perenne, d'entre 50 cm i 1,5 metres d'altura. Fulles oposades d'el·líptiques a ovades amb marges serrats irregularment. Inflorescències racemoses erectes de 30 a 40 cm de llargària. Les flors presenten un calze blau i una corol·la blanca amb molts pèls. Floreix ocasionalment d'octubre a juny, especialment durant els mesos de març, abril i maig. No és clar quin és l'agent pol·linitzador, i la manca de fructificació indicaria una mala adaptació. Addicionalment s'ha observat que la major part del pol·len no és viable. A la natura no s'han trobat fuits que hagin completat el seu cicle, i en hivernacle i amb pol·linització manual només se n'obté un 3% de les núcules possibles. La propagació només és vegetativa.

## Propietats al·lucinògenes
El principi actiu de la Salvia divinorum és l'anomenada salvinorina-A, amb estructura de molècula diterpènica. A diferència dels al·lucinògens, no és un alcaloide, és a dir, la seva molècula no conté nitrogen i de fet es diu que és el primer agonista opioide no nitrogenat d'origen natural. Posteriorment s'ha descobert que conté també altres compostos com la salvinorina-B.